# Fabronia leikipiae
Fabronia leikipiae är en bladmossart som beskrevs av C. Müller 1890. Fabronia leikipiae ingår i släktet Fabronia och familjen Fabroniaceae. Inga underarter finns listade i Catalogue of Life.